# Bell Canada

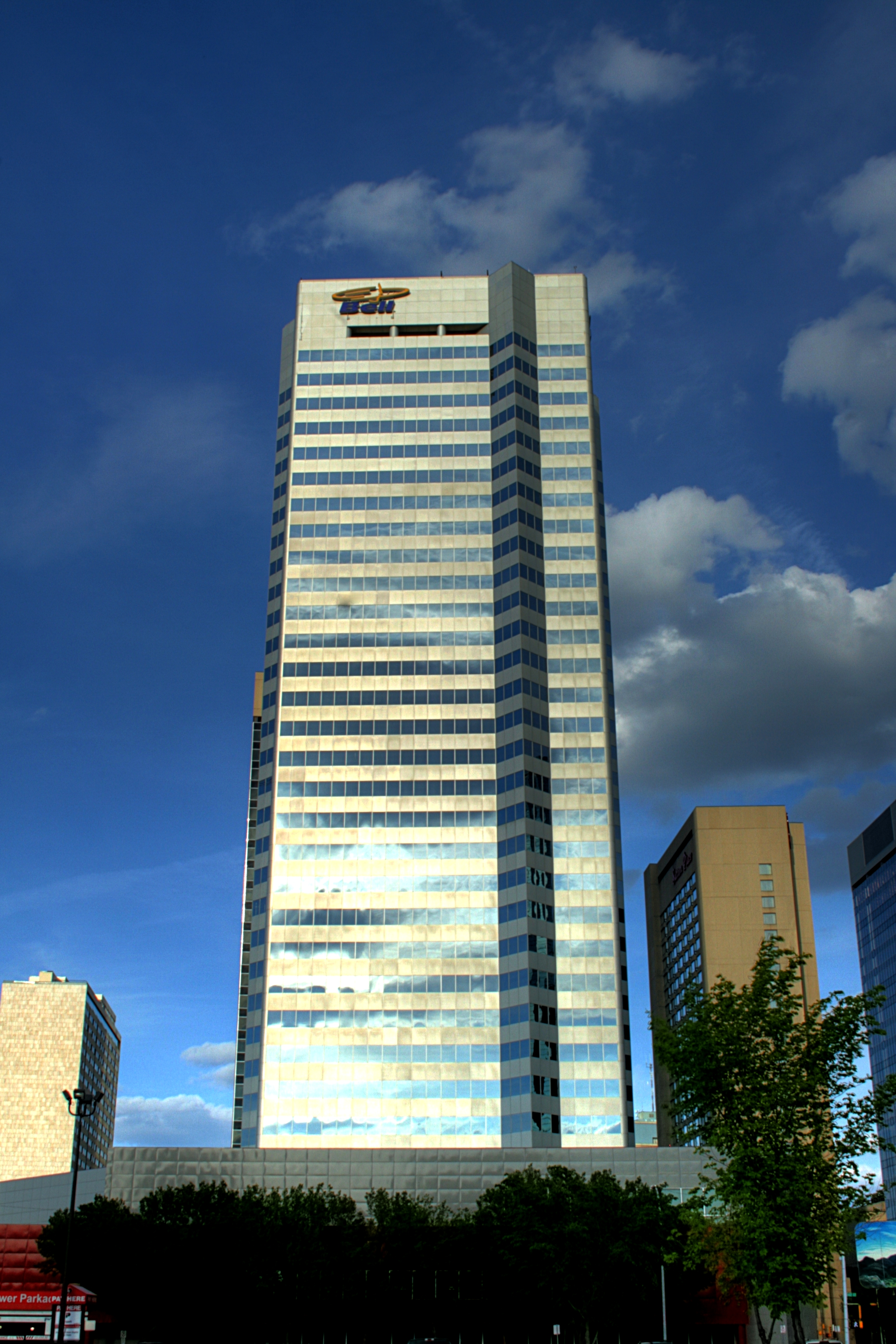
Der Bell Tower in Edmonton, Alberta

BCE Inc. (vormals Bell Canada Enterprises) ist ein kanadisches Unternehmen mit Sitz in Montreal, Québec, das Telekommunikationsdienstleistungen anbietet. Es ist im Aktienindex S&P/TSX 60 gelistet. Heute beschäftigt das Unternehmen etwa 48.000 Mitarbeiter.

## Geschichte
Im Jahre 1877 übernahm Alexander Graham Bell 75 % der Patente und Rechte seines Vaters. Daraufhin beschloss Alexander Graham Bell mit seinem besten Freund, dem Reverend Thomas Henderson, ein Telekommunikationsunternehmen in Kanada zu gründen. Das Unternehmen zählte zu den größten Anbietern Kanadas.

## Tochterunternehmen (Auswahl)
- Bell Aliant
- Northwestel
- Télébec
- NorthernTel

## Dienstleistungen
Zu den Dienstleistungen, die das Unternehmen anbietet zählen:
- Bell Home Phone/Bell Téléphonie: Festnetz Telefonanschlüsse auch VoIP.
- Bell Mobility/Bell Mobilité: Bell Mobility betreibt ein Mobilfunknetz in allen Provinzen.
- Bell TV/Bell Télé: (Bell ExpressVu) bietet Satellitenfernsehen sowie Pay-TV mit mehr als 500 Sendern an.
- Bell Internet: bietet DSL Internetzugänge mit einer Geschwindigkeit zwischen 500 Kbit/s bis 25 Mbit/s an.
- Bell Media: Mit Bell Media betreibt Bell Canada rund 35 Radiosender, sowie ca. 50 Fernsehsender. Bell Media entstand aus der Übernahme von CTV Globemedia.